# Джордж Сейнт Пиер
Джордж Сейнт Пиер (роден на 19 май 1981 г.) е канадски бивш професионален майстор на смесени бойни изкуства. Той е широко считан за един от най-великите бойци в историята на смесените бойни изкуства (MMA). Сейнт Пиер е шампион в две дивизии в Ultimate Fighting Championship (UFC), като печели титли в полусредна и средна категория.
Сейнт Пиер е трикратен бивш шампион на UFC в полусредна категория, като печели титлата два пъти и временната титла веднъж между ноември 2006 г. и април 2008 г. Сейнт Пиер е класиран като номер 1 в полусредна категория в света за няколко години от Sherdog и много други публикации. През 2008, 2009 и 2010 г. той е обявен за канадски спортист на годината от Роджърс Sportsnet. Fight Matrix го посочва като най-добрия в MMA полусредна категория на всички времена и най-успешния боец в историята на MMA.
Сейнт Пиер се оттегля като действащ шампион в полусредна категория през декември 2013 г., когато държи рекорда за най-много победи в двубои за титли и втората най-дълга комбинирана поредица за титли в историята на UFC (2204 дни), докато защитава титлата си девет последователни пъти. Той се завръща в октагона през ноември 2017 г. на UFC 217, когато побеждава Майкъл Биспинг със събмишън, за да спечели титлата в средна категория, като по този начин се превръща в четвъртия боец в историята на UFC, който е шампион в няколко дивизии.